# Clytellus benguetanus
Clytellus benguetanus là một loài bọ cánh cứng trong họ Cerambycidae.